# ロマン・トゥガリノフ
ロマン・ルスラノヴィチ・トゥガリノフ（Roman Ruslanovich Tugarinov、1999年10月21日 - ）は、ロシア・ウラン・ウデ出身のサッカー選手。テルスター所属。ポジションはDF。

## クラブ経歴
2017年からFCバルセロナのカンテラに入団し、2017-18シーズンにはロシア人として史上初めてUEFAユースリーグ制した選手となった。翌シーズンはUEコルネジャにレンタル移籍し、10月28日のCEサバデル戦にてキャリア初出場を果たした。2019年7月、RCDエスパニョールに移籍した。
2021年8月、エールステ・ディヴィジのテルスターに2シーズンの契約でレンタル移籍をした。同年11月14日、デ・フラーフスハップ戦にてプロデビューを飾った。